# Club Atlético Boca Juniors 1923
Questa voce raccoglie le informazioni riguardanti il Boca Juniors nelle competizioni ufficiali della stagione 1923.

## Sintesi stagione
La Commissione Direttiva del Boca Juniors, guidata dal presidente Manlio Anastasi, oltre che con i lavori per il nuovo stadio, procede con l'ulteriore rafforzamento della squadra, dopo quello compiuto la stagione precedente con gli arrivi di Tarasconi e Médici. È il reparto difensivo degli Xeneizes quello che migliora enormemente con gli arrivi di due grandissimi esponenti di questo ruolo: Ludovico Bidoglio (proveniente dallo Sportivo Palermo e che al Boca trova anche suo cugino, il portiere di riserva Manuel Bidoglio) e Ramón Mutis (che raggiunge i suoi due ex-compagni di squadra all'Atlanta Tarasconi e Médici). I due, insieme a Médici, formeranno un trio di difensori di grande valore, in grado di difendere efficacemente la porta difesa dal grande portiere Américo Tesoriere. Se il centrocampo è affidato all'esperienza di Alfredo Elli (alla sua 7ª stagione con il Boca Juniors) e Mario Busso, con l'aggiunta dell'ottimo rincalzo Eugenio Cacopardo, la squadra punta in attacco soprattutto sui gol di Domingo Tarasconi (prendendo come suo eventuale sostituto Armando Bergamini). E a buona ragione: Tarasca, solo in campionato, su 33 partite disputate segna ben 39 goal (ancora oggi, è il record di goal segnati da un giocatore del Boca Juniors in un solo campionato). Una macchina da gol che garantisce al Boca Juniors di competere a pieno titolo per il campionato.
Unico neo della squadra è il comportamento dell'attaccante Pablo Bozzo. Il giocatore salta diverse partite adducendo problemi fisici, ma i dirigenti non gli credono e decidono di escluderlo dalla squadra. Bozzo continuerà la sua carriera all'Independiente. Si chiude così l'esperienza al Boca Juniors di quello che è stato comunque un grande attaccante, che ha accompagnato le prime vittorie degli Xeneizes: in cinque stagioni in gialloblù, Bozzo ha giocato 89 partite segnando 41 goal, vincendo i campionati 1919, 1920 e 1923, oltre che la Copa Competencia del 1919 e la Copa Ibarguren dello stesso anno.
Il torneo della Copa Campeonato ha però un andamento piuttosto complicato. Arrivati alla fine dell'anno con ancora diverse partite da disputare (soltanto i due terzi delle partite programmate dovevano ancora essere giocate), la AAF decide improvvisamente di interrompere la competizione e di far giocare alle prime due squadre in classifica (il Boca Juniors e l'Huracán, campione in carica) uno spareggio per determinare la squadra vincitrice del titolo. A ciò si aggiunga che ben due compagini decidono di uscire dalla AAF e di affiliarsi alla "secessionista" Asociación Amateurs de Football (AAmF), ovvero l'Estudiantes e lo Sportivo Palermo, dopo due mesi e mezzo dall'inizio della Copa Campeonato. A seguito del loro ritiro dal torneo, la AAF accorda la vittoria a tavolino per quelle squadre che avrebbero dovuto ancora affrontare le due squadre "secessioniste".
Dunque, al momento dell'interruzione del campionato, sono Boca Juniors e Huracán a doversi affrontare nello spareggio. Ci vorranno ben 4 partite agli Xeneizes per ottenere la vittoria e aggiudicarsi, a tre anni di distanza dal precedente e grazie alla doppietta di Alfredo Garasini, il 3º titolo nazionale della sua storia (incontri svoltisi durante la disputa dell'edizione successiva del campionato in corso).
Dopo aver vinto il campionato, in pieno 1924, il Boca Juniors gioca la finale in partita secca valevole per la Copa Ibarguren contro il Rosario Central, squadra campione della Liga Rosarina de Fútbol. Gli Xeneizes, grazie al goal di Dante Pertini alla fine dei tempi supplementari, si aggiudica il trofeo per la 2ª volta nella sua storia (dopo la vittoria della Copa Ibarguren nel 1919).

### Superclásico
In questa stagione il Boca Juniors non ha affrontato il River Plate. Il Superclásico tornerà ad essere giocato in una gara ufficiale soltanto nel 1927.

## Maglie e sponsor
Con la stagione 1923 è la seconda divisa a subire una modifica, con il cambio di colorazione dei pantaloncini: si passa dal bianco al blu. La stagione 1923 è l'ultimo anno in cui il Boca Juniors utilizza dei pantaloncini bianchi nella prima divisa. Dal 1924 ad oggi, i pantaloncini della prima divisa del Boca Juniors saranno sempre di colore blu (tranne dal 1972 al 1974, quando saranno di colore giallo).
| 1ª divisa | 2ª divisa |

## Rosa
| N. |                      | Ruolo | Calciatore        |
| -- | -------------------- | ----- | ----------------- |
|    | Argentina (bandiera) | P     | Manuel Bidoglio   |
|    | Argentina (bandiera) | P     | Alfredo Otero     |
|    | Argentina (bandiera) | P     | Américo Tesoriere |
|    | Argentina (bandiera) | D     | Juan Anglese      |
|    | Argentina (bandiera) | D     | Ludovico Bidoglio |
|    | Argentina (bandiera) | D     | Ángel Médici      |
|    | Argentina (bandiera) | D     | Ramón Mutis       |
|    | Argentina (bandiera) | C     | Mario Busso       |
|    | Argentina (bandiera) | C     | Alfredo Elli      |
|    | Argentina (bandiera) | C     | Eduardo Maradini  |
|    | Argentina (bandiera) | C     | Serafín Toucedo   |
|    | Argentina (bandiera) | A     | Armando Bergamini |
|    | Argentina (bandiera) | A     | Enrique Bertolini |

| N. |                      | Ruolo | Calciatore        |
| -- | -------------------- | ----- | ----------------- |
|    | Argentina (bandiera) | A     | Pablo Bozzo       |
|    | Argentina (bandiera) | A     | Pedro Calomino    |
|    | Argentina (bandiera) | A     | Antonio Cerroti   |
|    | Argentina (bandiera) | A     | Casildo Fallatti  |
|    | Argentina (bandiera) | A     | Felipe Galíndez   |
|    | Argentina (bandiera) | A     | Alfredo Garasini  |
|    | Argentina (bandiera) | A     | Alfredo Martín    |
|    | Argentina (bandiera) | A     | Manuel Mauricio   |
|    | Argentina (bandiera) | A     | Armando Oliva     |
|    | Argentina (bandiera) | A     | Dante Pertini     |
|    | Argentina (bandiera) | A     | Carmelo Pozzo     |
|    | Argentina (bandiera) | A     | Emilio Sánchez    |
|    | Argentina (bandiera) | A     | Domingo Tarasconi |

## Calciomercato

### Operazioni esterne alle sessioni
| Acquisti         | Acquisti          | Acquisti         | Acquisti         |
| Altre operazioni | Altre operazioni  | Altre operazioni | Altre operazioni |
| R.               | Nome              | da               | Modalità         |
| ---------------- | ----------------- | ---------------- | ---------------- |
| D                | Ludovico Bidoglio | Sp. Palermo      | -                |
| D                | Ramón Mutis       | Atlanta          | -                |
| P                | Alfredo Otero     | -                | -                |
| A                | Armando Bergamini | -                | -                |
| A                | Antonio Cerroti   | -                | -                |
| A                | Manuel Mauricio   | -                | -                |
| A                | Carmelo Pozzo     | -                | -                |
| A                | Emilio Sánchez    | -                | -                |

| Cessioni         | Cessioni              | Cessioni         | Cessioni         |
| Altre operazioni | Altre operazioni      | Altre operazioni | Altre operazioni |
| R.               | Nome                  | a                | Modalità         |
| ---------------- | --------------------- | ---------------- | ---------------- |
| P                | Domingo Zacevich      | -                | -                |
| D                | Humberto Celleri      | -                | -                |
| D                | Domingo Costa         | -                | -                |
| D                | Juan González         | -                | -                |
| D                | Juan Van Kamenade     | -                | -                |
| D                | Armando Villarino     | -                | -                |
| A                | Osvaldo Alfieri       | -                | -                |
| A                | Marcelino Césari      | -                | -                |
| A                | Antonio Ameal Pereyra | -                | -                |
| A                | Juan Pertini          | -                | -                |
| A                | Alfredo Taggino       | -                | -                |

## Risultati

### Copa Campeonato

#### Fase regolare
| Arbitro: | Maffioli |

|                                                                |           |                             |
| Tarasconi 18’ Calomino 19’ Bozzo 25’, 46’ Médici 82’ Oliva 86’ | Marcatori | 13’, 62’ Rossi 31’ Martínez |

| Arbitro: | Pérez |

|                 |           |                                          |
| Secchi 12’, 58’ | Marcatori | 21’, 84’ Pertini 61’, 75’, 87’ Tarasconi |

| Arbitro: | Migliano |

|  |           |               |
|  | Marcatori | 33’ Tarasconi |

| Buenos Aires 29 marzo 1923 4ª giornata | Boca Juniors | 0 – 0 referto | Platense | Stadio de Ministro Brin y Senguel\| Arbitro: \| Maffioli \| |
| Arbitro:                               | Maffioli     |               |          |                                                             |

| Arbitro: | Muzio |

|              |           |              |
| Calandra 30’ | Marcatori | 20’ Calomino |

| Arbitro: | Pérez |

|                         |           |                  |
| Tarasconi 36’ Bozzo 47’ | Marcatori | 86’ (aut.) Mutis |

| Arbitro: | Moretti |

|  |           |              |
|  | Marcatori | 7’ Tarasconi |

| Arbitro: | Louzau |

|                    |           |               |
| Izaguirre 10’, 30’ | Marcatori | 87’ Tarasconi |

| Arbitro: | Muzio |

|                             |           |  |
| Oliva 25’ Garasini 57’, 61’ | Marcatori |  |

| Arbitro: | Tenconi |

|  |           |             |
|  | Marcatori | 79’ Sánchez |

| Arbitro: | Louzau |

|               |           |                                    |
| Tarasconi 10’ | Marcatori | 20’ (rig.) Iribarren 35’ Fernández |

| Arbitro: | Pérez |

|                              |           |  |
| Pertini 21’, 29’ Sánchez 66’ | Marcatori |  |

| Arbitro: | Novarino |

|                                                 |           |  |
| Cerroti 7’, 42’, 43’ Tarasconi 20’ Calomino 40’ | Marcatori |  |

| Arbitro: | Tenconi |

|           |           |                                    |
| Rivet 37’ | Marcatori | 3’, 69’, 86’ Tarasconi 21’ Pertini |

| Arbitro: | Moretti |

|                                |           |  |
| Pertini 31’ Tarasconi 38’, 75’ | Marcatori |  |

| Arbitro: | Langheneim |

|  |           |                                                    |
|  | Marcatori | 15’ (rig.), 65’ Tarasconi 25’ Cerroti 46’ Calomino |

| Arbitro: | López |

|                  |           |          |
| Loizo 62’ (rig.) | Marcatori | 4’ Oliva |

| Arbitro: | Novarino |

|             |           |                                   |
| Galeano 21’ | Marcatori | 22’ Oliva 34’, 48’, 81’ Tarasconi |

| Arbitro: | López |

|            |           |                                |
| Loncan 37’ | Marcatori | 6’, 17’ Tarasconi 39’ Calomino |

| Arbitro: | Repossi |

|                           |           |  |
| Tarasconi 43’ Pertini 48’ | Marcatori |  |

| Arbitro: | Muzio |

|                                      |           |  |
| Tarasconi 28’, 53’, 54’ Garasini 42’ | Marcatori |  |

| Arbitro: | Muzio |

|                                        |           |  |
| Tarasconi 25’ Calomino 37’ Pertini 52’ | Marcatori |  |

| Arbitro: | Pérez |

|  |           |                                |
|  | Marcatori | 10’ Tarasconi 30’, 40’ Pertini |

| Arbitro: | Stevano/Pérez |

|            |           |  |
| Candal 60’ | Marcatori |  |

| Arbitro: | Gambino |

|                              |           |  |
| Cerroti 39’, 41’ Pertini 77’ | Marcatori |  |

| Arbitro: | Thiem |

|                                    |           |                                                            |
| Ungaretti 25’ (rig.) Bettosini 85’ | Marcatori | 15’ Busso 30’ (rig.) Calomino 55’, 65’ Tarasconi 80’ Oliva |

| Arbitro: | Muzio |

|  |           |                            |
|  | Marcatori | 53’ Calomino 77’ Tarasconi |

| Arbitro: | Ataún |

|  |           |                                      |
|  | Marcatori | 3’ Tarasconi 8’ Cerroti 77’ Garasini |

| Arbitro: | López |

|  |           |                                                                                             |
|  | Marcatori | 26’ Cerroti 35’ Oliva 36’ (aut.) Risso 37’ (rig.), 67’ Tarasconi 44’, 52’, 69’, 86’ Pertini |

| Arbitro: | Repossi |

|                              |           |           |
| Tarasconi 38’, 62’, 75’, 88’ | Marcatori | 54’ Rivet |

### Spareggio
Non essendo possibile disputare tutte le partite previste dal calendario, la AAF ha deciso di far disputare alle prime due squadre in classifica a pari punti, Boca Juniors e Huracán una finale di spareggio per l'assegnazione del titolo giocata sulla lunghezza di due gare.
| Arbitro: | Pérez |

|                                       |           |  |
| Tarasconi 49’ Pertini 65’ Cerroti 85’ | Marcatori |  |

| Arbitro: | Pérez |

|  |           |                      |
|  | Marcatori | 10’ Loizo 76’ Onzari |

Avendo vinto entrambe una partita a testa (non essendo ancora in vigore la regola della somma dei gol segnati tra partite di andata e ritorno), è stata necessaria la disputa di un'altra partita di spareggio.
| Buenos Aires 6 aprile 1924 Finale (3° spareggio) | Boca Juniors | 0 – 0 (d.t.s.) referto | Huracán | Stadio del Gimnasia de Buenos Aires\| Arbitro: \| Pérez \| |
| Arbitro:                                         | Pérez        |                        |         |                                                            |

Essendo finita con un pareggio a reti bianche, è stata necessaria la disputa di una quarta gara di spareggio.
| Arbitro: | Villarino |

|                   |           |  |
| Garasini 59’, 62’ | Marcatori |  |

### Copa Ibarguren
| Arbitro: | Repossi |

|              |           |  |
| Pertini 116’ | Marcatori |  |

## Statistiche

### Statistiche di squadra
| Competizione    | In casa | In casa | In casa | In casa | In casa | In casa | In trasferta | In trasferta | In trasferta | In trasferta | In trasferta | In trasferta | Totale | Totale | Totale | Totale | Totale | Totale | DR  |
| Competizione    | G       | V       | N       | P       | Gf      | Gs      | G            | V            | N            | P            | Gf           | Gs           | G      | V      | N      | P      | Gf     | Gs     | DR  |
| --------------- | ------- | ------- | ------- | ------- | ------- | ------- | ------------ | ------------ | ------------ | ------------ | ------------ | ------------ | ------ | ------ | ------ | ------ | ------ | ------ | --- |
| Copa Campeonato | 18      | 14      | 2       | 2       | 48      | 10      | 16           | 12           | 2            | 2            | 44           | 11           | 34     | 26     | 4      | 4      | 92     | 21     | +71 |
| Copa Ibarguren  | 1       | 1       | 0       | 0       | 1       | 0       | 0            | 0            | 0            | 0            | 0            | 0            | 1      | 1      | 0      | 0      | 1      | 0      | +1  |
| Totale          | 19      | 15      | 2       | 2       | 49      | 10      | 16           | 12           | 2            | 2            | 44           | 11           | 35     | 27     | 4      | 4      | 93     | 21     | +72 |

### Statistiche individuali
| Giocatore    | Copa Campeonato | Copa Campeonato | Copa Ibarguren | Copa Ibarguren | Totale   | Totale |
| Giocatore    | Presenze        | Reti            | Presenze       | Reti           | Presenze | Reti   |
| ------------ | --------------- | --------------- | -------------- | -------------- | -------- | ------ |
| J. Anglese   | 2               | 0               | 0              | 0              | 2        | 0      |
| E. Bertolini | 2               | 0               | 0              | 0              | 2        | 0      |
| A. Bergamini | 1               | 0               | 0              | 0              | 1        | 0      |
| M. Bidoglio  | 8               | -9              | 0              | 0              | 8        | -9     |
| L. Bidoglio  | 32              | 0               | 1              | 0              | 33       | 0      |
| P. Bozzo     | 11              | 3               | 0              | 0              | 11       | 3      |
| M. Busso     | 30              | 1               | 0              | 0              | 30       | 1      |
| E. Cacopardo | 6               | 0               | 0              | 0              | 6        | 0      |
| P. Calomino  | 28              | 8               | 1              | 0              | 29       | 8      |
| A. Cerroti   | 22              | 9               | 1              | 0              | 23       | 9      |
| C. Corvetto  | 0               | 0               | 1              | 0              | 1        | 0      |
| A. Elli      | 29              | 0               | 1              | 0              | 30       | 0      |
| C. Fallatti  | 3               | 0               | 0              | 0              | 3        | 0      |
| F. Galíndez  | 1               | 0               | 0              | 0              | 1        | 0      |
| A. Garasini  | 6               | 6               | 0              | 0              | 6        | 6      |
| E. Maradini  | 2               | 0               | 0              | 0              | 2        | 0      |
| A. Martín    | 3               | 0               | 0              | 0              | 3        | 0      |
| M. Mauricio  | 1               | 0               | 0              | 0              | 1        | 0      |
| Á. Médici    | 34              | 1               | 1              | 0              | 35       | 1      |
| R. Mutis     | 34              | 0               | 1              | 0              | 35       | 0      |
| A. Oliva     | 29              | 6               | 0              | 0              | 29       | 6      |
| A. Otero     | 4               | -3              | 0              | 0              | 4        | -3     |
| D. Pertini   | 24              | 16              | 1              | 1              | 25       | 17     |
| C. Pozzo     | 3               | 0               | 1              | 0              | 4        | 0      |
| E. Sánchez   | 3               | 2               | 0              | 0              | 3        | 2      |
| D. Tarasconi | 33              | 40              | 1              | 0              | 34       | 40     |
| A. Tesoriere | 22              | -9              | 1              | 0              | 23       | -9     |
| S. Toucedo   | 1               | 0               | 0              | 0              | 1        | 0      |